# 鲁希·萨勒阿尔普
鲁希·萨勒阿尔普（土耳其語：Ruhi Sarıalp，1924年12月15日—2001年3月3日），土耳其男子田径运动员。他曾代表土耳其参加1948年夏季奥林匹克运动会田径比赛，获得男子三级跳远铜牌。